# بخش هارلم (شهرستان دلاور، اوهایو)
بخش هارلم (به انگلیسی: Harlem Township) یک منطقهٔ مسکونی در ایالات متحده آمریکا است که در شهرستان دلاویر، اوهایو واقع شده‌است.
 بخش هارلم ۶۸٫۸۰ کیلومتر مربع مساحت و ۳٬۹۵۳ نفر جمعیت دارد و ۳۱۲ متر بالاتر از سطح دریا واقع شده‌است.